# Marjolein Lindemans
Marjolein Lindemans (Leuven, 17 februari 1994) is een Belgische meerkampster. Zij veroverde een Belgische titel.

## Loopbaan

### Eerste medailles bij de senioren
Lindemans veroverde in 2009 op vijftienjarige leeftijd haar eerste medailles op de Belgische kampioenschappen voor senioren. Indoor op de 60 m horden en outdoor bij het hoogspringen.

### Internationale medailles bij de jeugd
Lindemans veroverde op de wereldkampioenschappen voor scholieren (U18) in 2011 een bronzen medaille in de zevenkamp. Deze prestatie leverde haar een Gouden Spike als beste beloftevolle atleet op. Ook op de Europese kampioenschappen voor junioren (U20) in 2013 veroverde ze een bronzen medaille in de zevenkamp.

### Eerste titel bij de senioren
Begin 2014 werd Lindemans profatlete bij Atletiek Vlaanderen. Ze werd voor het eerst Belgisch kampioene bij de senioren, indoor op de vijfkamp.

### Clubs
Lindemans is aangesloten bij ROBA.

## Belgische kampioenschappen
Indoor
| Onderdeel   | Jaar |
| ----------- | ---- |
| verspringen | 2015 |
| vijfkamp    | 2014 |

## Persoonlijke records
Outdoor
| Onderdeel    | Prestatie | Wind (m/s) | Datum           | Plaats  |
| ------------ | --------- | ---------- | --------------- | ------- |
| 200 m        | 24,74 s   | -0,6       | 18 juli 2013    | Rieti   |
| 800 m        | 2.21,34   |            | 19 juli 2013    | Rieti   |
| 100 m horden | 13,45 s   | +1,5       | 18 juli 2013    | Rieti   |
| hoogspringen | 1,85 m    |            | 7 mei 2011      | Heusden |
| verspringen  | 6,39 m    | +1,1       | 19 juli 2013    | Rieti   |
| kogelstoten  | 10,41 m   |            | 30 juni 2012    | Lier    |
| speerwerpen  | 36,78 m   |            | 2012            |         |
| zevenkamp    | 5831      |            | 18/19 juli 2013 | Rieti   |

Indoor
| Onderdeel    | Prestatie | Datum            | Plaats |
| ------------ | --------- | ---------------- | ------ |
| 800 m        | 2.21,73   | 2 februari 2014  | Gent   |
| 60 m horden  | 8,42 s    | 3 februari 2013  | Gent   |
| hoogspringen | 1,81 m    | 3 februari 2013  | Gent   |
| verspringen  | 6,25 m    | 21 februari 2015 | Gent   |
| kogelstoten  | 10,46 m   | 2 februari 2014  | Gent   |
| vijfkamp     | 4188      | 3 februari 2013  | Gent   |

## Palmares

### 60 m horden
- 2013:  BK indoor AC – 8,41 s

### 100 m horden
- 2011: 8e EYOF in Trabzon
- 2014:  BK AC - 13,67 s

### hoogspringen
- 2009:  BK AC – 1,68 m
- 2011: 17e EYOF in Trabzon – 1,70 m
- 2012:  BK AC – 1,77 m
- 2014:  BK indoor AC – 1,77 m

### verspringen
- 2014:  BK AC - 6,13 m
- 2015:  BK indoor AC - 6,25 m

### vijfkamp
- 2014:  BK indoor – 4138 p

### zevenkamp
- 2011:  WK voor scholieren te Rijsel – 5532 p
- 2013:  EK U20 te Rieti - 5831 p

## Onderscheidingen
- 2011: Gouden Spike voor beste vrouwelijke belofte